# Orchestra Sinfonica di Canton
L'Orchestra Sinfonica di Canton (OSC), (Cinese: 广州交响乐团) è un'orchestra con sede a Canton, nel Guangdong. Fu fondata nel 1957.
L'attuale direttore artistico dell'orchestra è Long Yu (Cinese: 余隆; pinyin: Yú Lóng). È l'unica orchestra sinfonica cinese che ha fatto tournée nei cinque continenti.
Greg Patillo, famoso flautista beatbox, è stato allo stesso tempo il principale flauto attivo dell'orchestra.
Greg Patillo, famous beatboxing flutist, was the acting principal flute of the orchestra at one time.

## Orchestra Sinfonica Giovanile di Guangzhou
Nel luglio 2011 l'Orchestra Sinfonica di Canton ha fondato la sua orchestra giovanile affiliata (Orchestra Sinfonica Giovanile di Canton), con Huan Jing (景焕) come direttore artistico.